# Сискей
Сискей («по эту сторону Кея») — один из ограниченно независимых бантустанов, существовавших в ЮАР в эпоху политики апартеида. Бантустаны Сискей и Транскей были предназначены для народа коса.

## История
В 1961 году эта территория стала отдельным административным регионом. В 1972 году она получила самоуправление, её главой стал вождь Мабандла, в 1973 году его сменил Леннокс Себе. В 1981 году бантустану формально была предоставлена полная независимость (не признанная международным сообществом), и его жители потеряли южноафриканское гражданство, однако никакого пограничного контроля на границе Сискея и ЮАР введено не было. Леннокса Себе в 1990 году сместил Оупа Гцгозо, который стал править Сискеем как диктатор.
В 1991—1992 годах система апартеида в ЮАР подверглась демонтажу, и Африканский национальный конгресс стал проводить политику реинтеграции формально независимых бантустанов в состав ЮАР, однако она наткнулась на противодействие со стороны их лидеров.
7 сентября 1992 года силы обороны Сискея открыли огонь по 80-тысячному маршу сторонников АНК, требовавших отставки Гцгозо. Были убиты 28 протестующих и один сискейский военный (жертва дружественного огня), еще 200 человек были ранены.
Гцгозо отказался принять участие в обсуждении новой конституции ЮАР, в которой не было места апартеиду, и угрожал бойкотировать первые выборы, в которых могли бы принять участие представители всех рас. В ответ в марте 1994 года государственные служащие Сискея устроили забастовку, опасаясь, что в этом случае у них в будущем не будет гарантий работы и пенсионного обеспечения. Затем взбунтовалась полиция, вынудив Гцгозо 22 марта 1994 года уйти в отставку. Чтобы обеспечить безопасность во время выборов, которые должны были состояться в следующем месяце, правительство ЮАР взяло территорию Сискея под свой контроль.
27 апреля 1994 года Сискей вновь стал частью ЮАР. В настоящее время земли бывшего Сискея входят в состав Восточной Капской провинции, а бывшая столица Сискея стала столицей этой провинции.